# Vellemoz
Vellemoz település Franciaországban, Haute-Saône megyében. Lakosainak száma 87 fő (2022. január 1.). Vellemoz Sainte-Reine, Angirey, La Chapelle-Saint-Quillain és Igny községekkel határos.

## Népesség
A település népessége az elmúlt években az alábbi módon változott:
| Lakosok száma | 79   | 82   | 83   | 82   | 83   | 82   | 84   | 85   | 87   |
|               | 2013 | 2015 | 2016 | 2017 | 2018 | 2019 | 2020 | 2021 | 2022 |